# Beaunotte
Beaunotte  ist eine französische Gemeinde mit 15 Einwohnern (Stand: 1. Januar 2022) im Département Côte-d’Or in der Region Bourgogne-Franche-Comté. Sie gehört zum Kanton Châtillon-sur-Seine und zum Arrondissement Montbard.

## Geografie
Die Coquille fließt parallel zur Départementsstraße 901 durch Beaunotte. Diese Route départementale ist ein Zwischenabschnitt der Route nationale 454.
Nachbargemeinden sind Meulson im Nordwesten, Mauvilly im Norden, Aignay-le-Duc im Osten und Quemigny-sur-Seine im Südwesten. 

## Weblinks

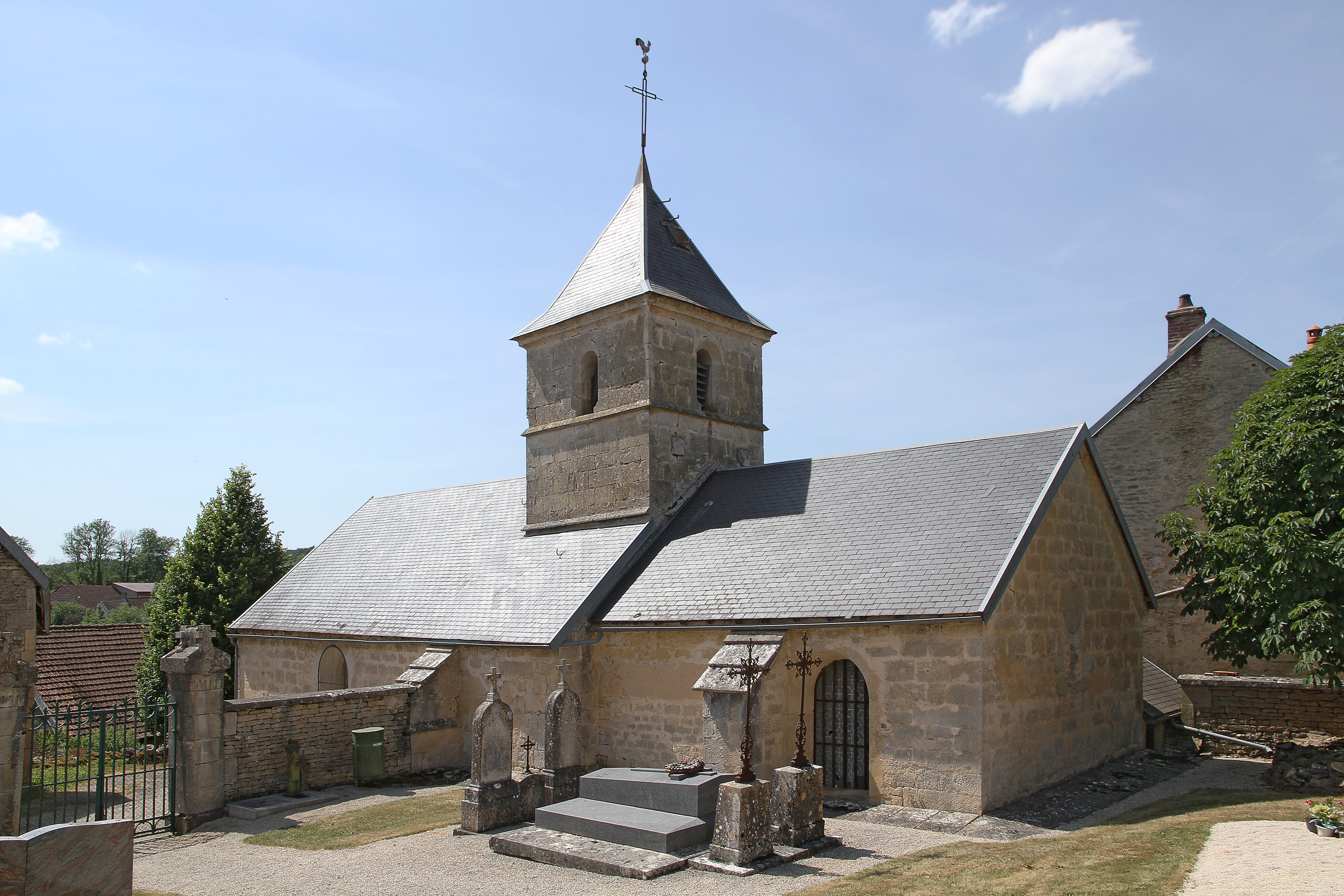
Geburtskirche und St. Peter

## Bevölkerungsentwicklung
| Jahr                       | 1962 | 1968 | 1975 | 1982 | 1990 | 1999 | 2008 | 2015 |
| -------------------------- | ---- | ---- | ---- | ---- | ---- | ---- | ---- | ---- |
| Einwohner                  | 52   | 40   | 46   | 46   | 37   | 27   | 21   | 24   |
| Quellen: Cassini und INSEE |      |      |      |      |      |      |      |      |